# 詹姆斯·布雷德

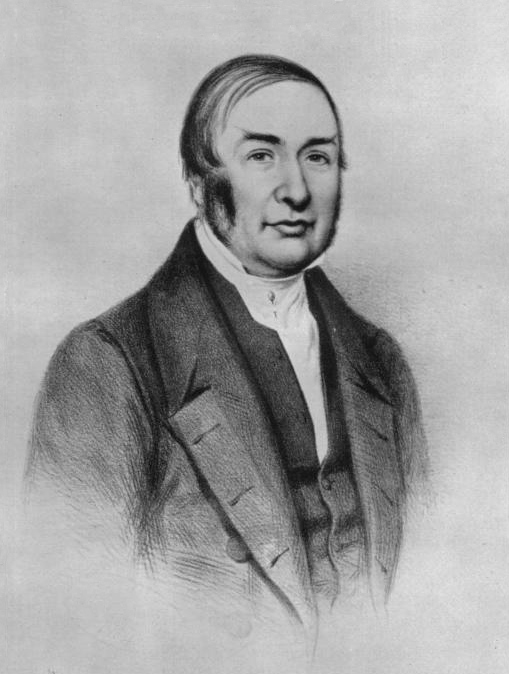

詹姆斯·布雷德（英語：James Braid，1795年6月19日—1860年3月25日）是苏格兰外科医生和绅士科学家。他是治疗足畸形的重要创新者，也是催眠和催眠疗法的重要和有影响力的先驱者。他被许多人认为是第一个真正的“催眠治疗师”和“现代催眠之父”。

## 评价
“虽然Braid认为催眠药是功能性神经障碍的有益补救，但他并不认为这是其他形式治疗的对手，也不希望以任何方式将其与医学的做法分开。他认为，任何谈论“普遍补救办法”的人都是愚蠢的或者跪下的人：类似的疾病通常来自相反的病理状况，治疗应该相应变化。“ - 约翰·米尔恩·布拉姆威尔（John Milne Bramwell，1910）